# Leonel Brizola
Leonel Brizola, Leonel de Moura Brizola, né Leonel Itagiba de Moura Brizola (22 janvier 1922 à Carazinho — 21 juin 2004 au Rio de Janeiro) est un homme politique brésilien, fondateur du Parti démocratique travailliste en 1979. Nationaliste de gauche, il est le seul homme dans l'histoire du Brésil à avoir été élu au suffrage direct pour gouverner deux États différents de la fédération : le Rio Grande do Sul et le Rio de Janeiro. Bien qu'il ait tenté de lutter contre le coup d'État de 1964 au Brésil, il s'est ensuite enfui en Uruguay voisin.

## Biographie
Le père de Brizola, José Brizola, était un petit agriculteur qui avait été tué en 1923 lors d'une bataille volontaire contre le dictateur du Rio Grande do Sul, Borges de Medeiros (pt), dans le cadre d'une guerre civile locale contre le dictateur Joaquim Francisco de Assis Brasil (pt). Brizola s'appelait Itagiba, mais il adopta très tôt le pseudonyme de Leonel, qu'il tira du seigneur de guerre rebelle Leonel Rocha, qui avait commandé la colonne de cavalerie dans laquelle servait José Brizola. Leonel Brizola a quitté la maison de sa mère à l'âge de onze ans; il a travaillé à Passo Fundo et à Carazinho en tant que livreur de journaux, cireur de chaussures et autres emplois occasionnels. Aidé par la famille d'un ministre méthodiste, il a reçu une bourse lui permettant de terminer ses études secondaires à Porto Alegre et d'entrer au collège. Il a obtenu un diplôme d'ingénieur mais n'a jamais exercé ce métier. Toujours étudiant de premier cycle, il entra dans la politique professionnelle au début de la vingtaine et rejoignit l'organisation de jeunesse du Parti travailliste brésilien (PTB) en 1945. En 1946, il fut élu à la législature de l'État de Rio Grande do Sul. Le Parti travailliste avait été créé dans le but d'offrir un soutien politique à l'ex-président / dictateur Getúlio Vargas parmi la classe ouvrière. Brizola, qui était occupé à créer des organisations de partis à travers le Rio Grande do Sul, avait alors noué des liens avec la famille Vargas grâce à ses relations personnelles. l'amitié avec le fils de Vargas, Maneco, ainsi qu'avec le frère de Vargas, Espartaco, de telles amitiés lui permettant de se lier d'amitié avec Vargas lui-même, qui était en exil intérieur après avoir été renversé du pouvoir à la fin de 1945. En tant que membre de la législature de l'État, Brizola a prononcé un discours depuis la tribune dans lequel il a lancé la candidature de Vargas à l'échelle nationale aux prochaines élections présidentielles de 1950. 
En 1950, Brizola épousa Neusa Goulart - la sœur de João Goulart - et avait Vargas comme meilleur homme. Grâce à ce mariage, Brizola devint un riche propriétaire foncier et un dirigeant régional de la PTB. Après le suicide de Vargas en 1954 au cours de son deuxième mandat présidentiel, Brizola a hérité de la direction régionale incontestée de son parti alors que son beau-frère dirigeait le caucus national du PTB. Tous deux ont perpétué la tradition populiste de Vargas. dans le cas de Brizola, la pratique d'un lien personnel direct entre le leader charismatique et le grand public. Brizola a successivement occupé divers postes. Il a été membre de la législature de l’État de Rio Grande do Sul pendant deux mandats (et à ce titre dirigeant du  PTB), secrétaire d’État aux travaux publics, membre du Congrès fédéral (par intérim) pour Rio Grande do Sul en 1955 et maire de Porto Alegre de 1956 à 1958. En 1958, il démissionna de la mairie pour se présenter aux élections de gouverneur de l'État. Brizola, qui occupait un poste de direction régionale, assumerait alors, pendant la présidence de Goulart (1961-1964), le rôle d'important défenseur national de son beau-frère; d'abord en tant que gouverneur, puis en tant que député au Congrès national du Brésil.